# Pirmin Blaak
Pirmin Blaak (* 8. März 1988 in Rotterdam) ist ein niederländischer Hockeyspieler und Olympiasieger.

## Karriere
Blaak begann mit sechs Jahren beim HC Barendrecht Hockey zu spielen und wechselte im Jahr 2000 zum HC Rotterdam, mit dem er 2008 die nationale Meisterschaft im Hallenhockey gewinnen konnte. International erzielte er erste Erfolge, als er 2009 bei den Juniorenweltmeisterschaften das Endspiel erreichte, in dem die Niederlande gegen Deutschland unterlag. Nachdem er 2008 und 2009 bereits mit seinem Verein bei der Euro Hockey League auf dem Podium stand, wurde er 2010 Vizemeister. Bei den Europameisterschaften in Mönchengladbach zog Blaak im Folgejahr mit der Niederländischen Hockeynationalmannschaft ins Finale ein. Nachdem er mit dem Nationalteam die FIH Champions Trophy auf dem zweiten Platz abgeschlossen hatte, wurde er mit dem HC Rotterdam Vizemeister in der Hoofdklasse und war im Jahr darauf Teil der Mannschaft, die die erste Feldhockeymeisterschaft des Clubs erspielte. Außerdem stand er bei den Europameisterschaften auf dem Podium. 2014 siegte Blaak bei der erstmals ausgetragenen FIH Hockey World League und wurde in seinem Heimatland Zweiter bei den Weltmeisterschaften. Bei der folgenden Austragung der Europameisterschaften in London gewann er den Titel gegen Deutschland mit 6:1. 2016 unterzeichnete der Torhüter nach 16 Jahren in Rotterdam einen Vierjahresvertrag bei dem Eindhovener Hockeyclub Oranje-Rood, mit dem er in seiner ersten Saison bei der Euro Hockey League auf den zweiten Platz kam. Mit der Nationalmannschaft wurde er außerdem erneut Europameister, bevor er im Jahr darauf im Endspiel der Weltmeisterschaften an Belgien scheiterte und bei der FIH Champions Trophy die Bronzemedaille gewann. 2019 unterlag er mit dem Nationalteam sowohl bei der Hockey Pro League, als auch bei den Kontinentalmeisterschaften im Halbfinale, konnte jedoch zwei Jahre später den europäischen Titel im Spiel gegen Deutschland zurückgewinnen, wobei er als bester Torhüter des Turniers ausgezeichnet wurde. 2021 trat er außerdem bei den Olympischen Spielen in Tokio an, schied jedoch bereits im Viertelfinale aus. Bei den Olympischen Spielen 2024 gewann er die Goldmedaille.
Bis zum 8. August 2024 bestritt Pirmin Blaak 154 Länderspiele.